# Canzone sassarese
Con il termine canzone sassarese si identificano i canti popolari originari di Sassari. 

## Le gobbule
A Sassari esiste la tradizione delle gobbule, un termine probabilmente derivato dal catalano cobles, che era una forma volgare della produzione religiosa (canti di questua), che ha avuto delle applicazioni profane ed un'elaborazione borghese divenendo dei componimenti che vengono cantati per le strade e nelle case in occasione del Natale, del Capodanno, dell'Epifania e a Carnevale. 

## La Canzone sassarese

### Antefatti
Dopo l'approvazione del Piano di Rinascita, avvenuta nel 1962, ed al conseguente decollo del polo petrolchimico di Porto Torres (1964), si era verificato un notevole incremento della popolazione di Sassari, attraverso l'inurbamento della forza lavoro che proveniva dall'hinterland e dal resto della provincia. Nacquerò così nuovi quartieri, il più popoloso quello del Latte Dolce. Questo fenomeno aveva creato la scomparsa di alcuni luoghi e usanze identitarie, fu allora che alcuni musicisti sassaresi iniziarono a raccontare con le loro canzoni la Sassari di un tempo. 

### La nascita della canzone sassarese
La canzone sassarese nasce degli anni '60 quando alcuni musicisti iniziano a comporre delle canzoni su Sassari. Le canzoni sono impostate su basi musicali con reminescenze simili al Fado portoghese, alla canzone basca e corsa e a volte quella italiana, mentre i testi sono in sassarese.  Pertanto i temi identitari sono riconducibili soprattutto ai testi in sassarese dove sono rievocati vecchie usanze e luoghi della memoria. 
Fra i protagonisti emerge Ginetto Ruzzetta (1934-2012) che è universalmente riconosciuto come il fondatore della canzone sassarese.

## Repertorio
Fra i brani eseguiti fa parte della tradizione popolare in lingua sassarese, Masthru Pittinaddu, una canzone tradizionale di anonimo del genere trullallera, diffuso in tutta la Sardegna.  
Fra i brani creati dagli anni '70 in poi, Li Candareri può essere considerato il brano che diede inizio alla Canzone popolare sassarese.

## Festival
Dal 2011 è nato il Festival della canzone sassarese "inedita", Cantu eu puru (‘Canto anch'io’) che si svolge con cadenza annuale nel mese di gennaio.